# Laureano Rubial
Laureano Rubial Fernández (* 18. Mai 1947 in Ḷḷuarca; † 13. Januar 2024 in Saragossa) war ein spanischer Fußballspieler.

## Sportlicher Werdegang
Rubial debütierte für UP Langreo im spanischen Profißußball. 1970 wechselte er zum in die Segunda División abgestiegenen Pontevedra CF, zwei Jahre später zog er zu Real Saragossa in die Primera División weiter. Hier erreichte er das Endspiel in der Copa del Generalísimo 1975/76. das nach einem Treffer von José Eulogio Gárate mit einer 0:1-Niederlage gegen Atlético Madrid verloren ging. Ab 1978 ließ er seine Karriere bei Terrassa FC und AD Sabiñánigo unterklassig ausklingen.
Rubial starb im Januar 2024 im Alter von 76 Jahren.